# 陈仕荣
陈仕荣（19世纪—1862年），太平天国将领，清代广西省藤县人，又作陈仕容。
陈仕荣早年参加太平军。1855年担任殿左七检点。1857年封为倚天侯，1858年，升倚天燕（燕爵是太平天国后期爵位之一）。陈仕荣转战皖西和鄂东，别成一军。1861年2月4日，被封殿前军大佐将倚天义。安庆陷落于清朝，陈仕荣随陈玉成到鄂东，之后返守庐州。同年冬被洪秀全封为导王，衔系殿前青季统率天军顶天扶朝纲导王升千岁。1862年5月，他和陈玉成一起被擒到寿州，被胜保押解到多隆阿的营中处死。